# Richard Trinkler
Richard Trinkler, né le 22 août 1950 à Sirnach, est un coureur cycliste suisse. 
Coureur amateur durant les années 1970 et 1980, il a été médaillé du championnat du monde du contre-la-montre par équipes en 1978 et 1982, et médaillé d'argent de cette discipline aux Jeux olympiques de 1984. Il a également remporté le Grand Prix Guillaume Tell en 1979 et 1983 et a été champion de Suisse sur route amateurs en 1979. Il a ensuite été coureur professionnel de 1987 à 1988. Il a gagné le Tour de Luxembourg en 1988.

## Palmarès
- 1972
  - Tour d'Alsace
  - Prologue du Grand Prix Guillaume Tell (contre-la-montre par équipes)
- 1976
  - 1re étape du Circuit de Saône-et-Loire
  - 3e du Tour du lac Léman
  - 3e du Grand Prix Guillaume Tell
- 1977
  - 3e du championnat de Suisse de course aux points
- 1978
  -  Médaillé de bronze du championnat du monde du contre-la-montre par équipes
  - Ernst-Sachs-Gedächtnis-Rennen
  - 3e du Grand Prix Guillaume Tell
  - 4e du championnat du monde sur route amateurs
- 1979
  -  Champion de Suisse sur route amateurs
  - Grand Prix Guillaume Tell :
    - Classement général
    - 2e et 3e étapes

  - Ernst-Sachs-Gedächtnis-Rennen
  - 2e du Tour du lac Léman
  - 9e du championnat du monde sur route amateurs
- 1980
  - 5e et 6eb étape du Tour d'Autriche
  - 7e étape du Grand Prix Guillaume Tell
  - 3e du championnat de Suisse de la course de côte
- 1981
  - 2e du Giro dei Sei Comuni
- 1982
  -  Médaillé d'argent du championnat du monde du contre-la-montre par équipes
  - 2e du Trofee Jan van Erp
  - 3e du Grand Prix Guillaume Tell
- 1983
  - Giro del Mendrisiotto
  - Tour du Schynberg
  - Grand Prix Guillaume Tell :
    - Classement général
    - 2e étape

  - Prologue et 2e étape du Cinturón a Mallorca
  - 2e du Tour du Stausee
- 1984
  - 4e étape du Tour d'Autriche
  - 2e du Tour du Schynberg
  -  Médaillé d'argent du contre-la-montre par équipes des Jeux olympiques
  - 10e de la course en ligne des Jeux olympiques
- 1985
  - 3e étape du Tour d'Autriche
  - Hegiberg-Rundfahrt
  - 3e du Grand Prix de Lugano
  - 3e du Tour du Jura
  - 3e du Giro dei Sei Comuni
  - 3e du Grand Prix Mendrisio
- 1986
  - 2e du Tour d'Autriche
  - 3e du championnat de Suisse sur route amateurs
  - 10e du championnat du monde sur route amateurs
- 1987
  - 3e du  Giro dei Sei Comuni
  - 3e du Tour du Nord-Ouest de la Suisse
  - 3e du Grand Prix Mendrisio
- 1988
  - GP Brissago
  - 2e étape du Tour de Luxembourg
  - Classement général du Tour de Luxembourg
  - 3e du Hegiberg-Rundfahrt
  - 4e de la Philadelphia Classic

## Résultats sur les grands tours

### Tour d'Italie
- 1987 : 61e